# Kultura Remojadas
Kultura Remojadas – jedna z kultur prekolumbijskich Mezoameryki, utworzona prawdopodobnie przez Totonaków.
Powstała na wybrzeżu Zatoki Meksykańskiej, w stanie Veracruz.
Pełny rozkwit kultury Remojadas nastąpił ok. 1500 r. p.n.e. i trwał do ok. 200 r. n.e. Swoje budowle stawiali na nasypach ziemnych. Najbardziej charakterystycznym rysem tej kultury były wyroby ceramiczne, a przede wszystkim gliniane figurki. Przedstawiają one roześmiane postacie ludzkie. „Roześmiane” figurki są nietypowym zjawiskiem dla całej sztuki prekolumbijskiej, wyrażającej na ogół powagę, grozę i potęgę. Wierzenia Indian oparte były bowiem głównie na niepokoju, lęku, a nawet strachu. Inne przedstawiają sceny z życia codziennego i religijnego.
W latach ok. 400 r. p.n.e. do ok. 900 r. n.e. figurki były często pokryte czarną masą bitumiczną.